# عندما تبكي النوارس
عندما تبكي النوارس (باليابانية: うみねこのなく頃に، بالروماجي: Umineko no Naku Koro ni) (بالإنجليزية: Umineko When They Cry) هي رواية مرئية يابانية من تطوير سفنث إكسبانشن. أقُتبست إلى سلسلة مانغا، صدرت في 22 ديسمبر عام 2007 حتى 22 يونيو عام 2015 وتكونت من 53 مجلداً. أنتجت إلى أنمي تلفزيوني بواسطة ستوديو دين عرض في 2 يوليو عام 2009 حتى 24 ديسمبر عام 2009 وتكون من 26 حلقة.

## القصة
تدور أحداث القصة في عام 1986 في جزيرة معزوله، مالكها هو رئيس عائلة يشروميا الغنية (كينزو أوشيروميا) يسكن في تلك الجزيرة مع خمسة خدمه وطبيب العائلة، عندما كان على وشك الموت آتى أبنائه للجزيرة لتقاسم الإرث، بعد وصول أبنائه إلى الجزيرة تأتي عاصفه و تقطع جميع طرق الاتصال عن الجزيرة، حتى السفن ذهبت في البحر، ثم تبدأ سلسلة من جرائم قتل في ظروف غامض.

## الشخصيات

### الشخصيات الرئيسية
باتلر أوشيروميا (باليابانية: 右代宮 戦人، بالروماجي: Ushiromiya Batora)
مؤدي الصوت: دايسكي أونو
بياتريسي (باليابانية: ベアトリーチェ، بالروماجي: Beatorīche)
مؤدية الصوت: ساياكا أوهارا

### عائلة أوشيروميا
كينزو أوشيروميا (باليابانية: 右代宮 金蔵، بالروماجي: Ushiromiya Kinzō)
مؤدي الصوت: موغيهيتو
كوراوس أوشيروميا (باليابانية: 右代宮 蔵臼، بالروماجي: Ushiromiya Kurausu)
مؤدي الصوت: جوروتا كوسوغي
ناتسوهي أوشيروميا (باليابانية: 右代宮 夏妃، بالروماجي: Ushiromiya Natsuhi)
مؤدية الصوت: إمي شينوهارا
جيسيكا أوشيروميا (باليابانية:   右代宮 朱志香، بالروماجي: Ushiromiya Jeshika)
مؤدية الصوت: مارينا إينوي
إيفا أوشيروميا (باليابانية: 右代宮 絵羽، بالروماجي: Ushiromiya Eba)
مؤدية الصوت: ميكي إيتو
هيديوشي أوشيروميا (باليابانية: 右代宮 秀吉، بالروماجي: Ushiromiya Hideyoshi)
مؤدي الصوت: ماساشي هيروس
جورج أوشيروميا (باليابانية: 右代宮 譲治، بالروماجي: Ushiromiya Jōji)
مؤدي الصوت: كينيتشي سوزومورا
رودولف أوشيروميا (باليابانية: 右代宮 留弗夫، بالروماجي: Ushiromiya Rudorufu)
مؤدي الصوت: ريكيا كوياما
كيري أوشيروميا (باليابانية: 右代宮 霧江، بالروماجي: Ushiromiya Kirie)
مؤدية الصوت: أتسكو تاناكا
إينجي أوشيروميا (باليابانية: 右代宮 縁寿، بالروماجي: Ushiromiya Enje)
مؤدية الصوت: رينا ساتو
أسومو أوشيروميا (باليابانية: 右代宮 明日夢، بالروماجي: Ushiromiya Asumu)
روزا أوشيروميا (باليابانية: 右代宮 楼座، بالروماجي: Ushiromiya Rōza)
مؤدية الصوت: أمي كوشيميزو
ماريا أوشيروميا (باليابانية: 右代宮 真里亞، بالروماجي: Ushiromiya Maria)
مؤدية الصوت: يوي هوريه
ليون أوشيروميا (باليابانية: 右代宮 理御، بالروماجي: Ushiromiya Rion)
مؤدية الصوت: أياكو كاواسومي

### الخدم
شانون (باليابانية: 紗音، بالروماجي: Shanon)
مؤدية الصوت: ريي كوغيميا
كانون (باليابانية: 嘉音، بالروماجي: Kanon)
مؤدي الصوت: يو كوباياشي
غينجي روموي (باليابانية: 呂ノ上 源次، بالروماجي: Ronoue Genji)
مؤدي الصوت: ماساتو فوناكي
توشيرو غودا (باليابانية: 郷田 俊朗، بالروماجي: Gōda Toshirō)
مؤدي الصوت: هيتوشي بيفو
تشيو كوماساوا (باليابانية: 熊沢 チヨ، بالروماجي: Kumasawa Chiyo)
مؤدية الصوت: ياسوكو هاتوري
تيروماسا نانجو (باليابانية: 南條 輝正، بالروماجي: Nanjō Terumasa)
مؤدي الصوت: أكيهيكو إشيزومي

## وصلات خارجية
- موقع الرواية المرئية الرسمي (باليابانية)
- موقع الأنمي الرسمي (باليابانية)
- Witch Hunt Translation Project
- عندما تبكي النوارس في قاعدة بيانات الرواية المرئية
- عندما تبكي النوارس – تشيرو في قاعدة بيانات الرواية المرئية